# Villaluenga del Rosario (kommunhuvudort)
Villaluenga del Rosario är en kommunhuvudort i Spanien.   Den ligger i provinsen Provincia de Cádiz och regionen Andalusien, i den södra delen av landet, 400 km söder om huvudstaden Madrid. Villaluenga del Rosario ligger 870 meter över havet och antalet invånare är 495.
Terrängen runt Villaluenga del Rosario är kuperad norrut, men söderut är den bergig. Runt Villaluenga del Rosario är det glesbefolkat, med 15 invånare per kvadratkilometer. Närmaste större samhälle är Ubrique, 5,7 km väster om Villaluenga del Rosario. 